# 百慕達鿳
百慕達鿳（學名：Kyphosus sectatrix）又稱百慕達舵魚，為輻鰭魚綱日鱸目鿳科鿳屬的其中一種，傳統上屬於鱸形目。

## 分布
本魚分布於西大西洋區，從加拿大至巴西；東大西洋，從摩洛哥至幾內亞灣海域，棲息深度1-30公尺。

## 特徵
本魚體灰色，從嘴角到前鰓蓋骨具淡黃色線，身體和鰭具白色斑點，背鰭硬棘11枚;背鰭軟條11-12枚;臀鰭硬棘3枚;臀鰭軟條11枚，體長可達76公分。

## 習性
棲息在沿岸珊瑚礁區或沙石底質海域，以藻類、甲殼類、軟體動物為食。

## 經濟利用
可做為食用魚、觀賞魚及遊釣魚。